# 普罗旺谢尔和科尔鲁瓦
普罗旺谢尔和科尔鲁瓦（法語：Provenchères-et-Colroy，法語發音：[pʁɔvɑ̃ʃɛʁ e kɔlʁwa] ⓘ）是法国孚日省的一个市镇，属于孚日圣迪耶区。该市镇于2016年由原市镇法沃河畔普罗旺谢尔和大科尔鲁瓦合并而成。

## 地理
普罗旺谢尔和科尔鲁瓦（48°18'28"N, 7°4'46"E）面积19.13 平方千米，位于法国大東部大區孚日省，该省份为法国东北部内陆省份，北起默兹省和默尔特-摩泽尔省，西接上马恩省，南至上索恩省和贝尔福地区省，东临上莱茵省和下莱茵省。
与普罗旺谢尔和科尔鲁瓦接壤的市镇（或旧市镇、城区）包括：勒伯莱、大福斯、吕斯、小福斯、萨勒、吕比讷。
普罗旺谢尔和科尔鲁瓦的时区为UTC+01:00、UTC+02:00（夏令时）。

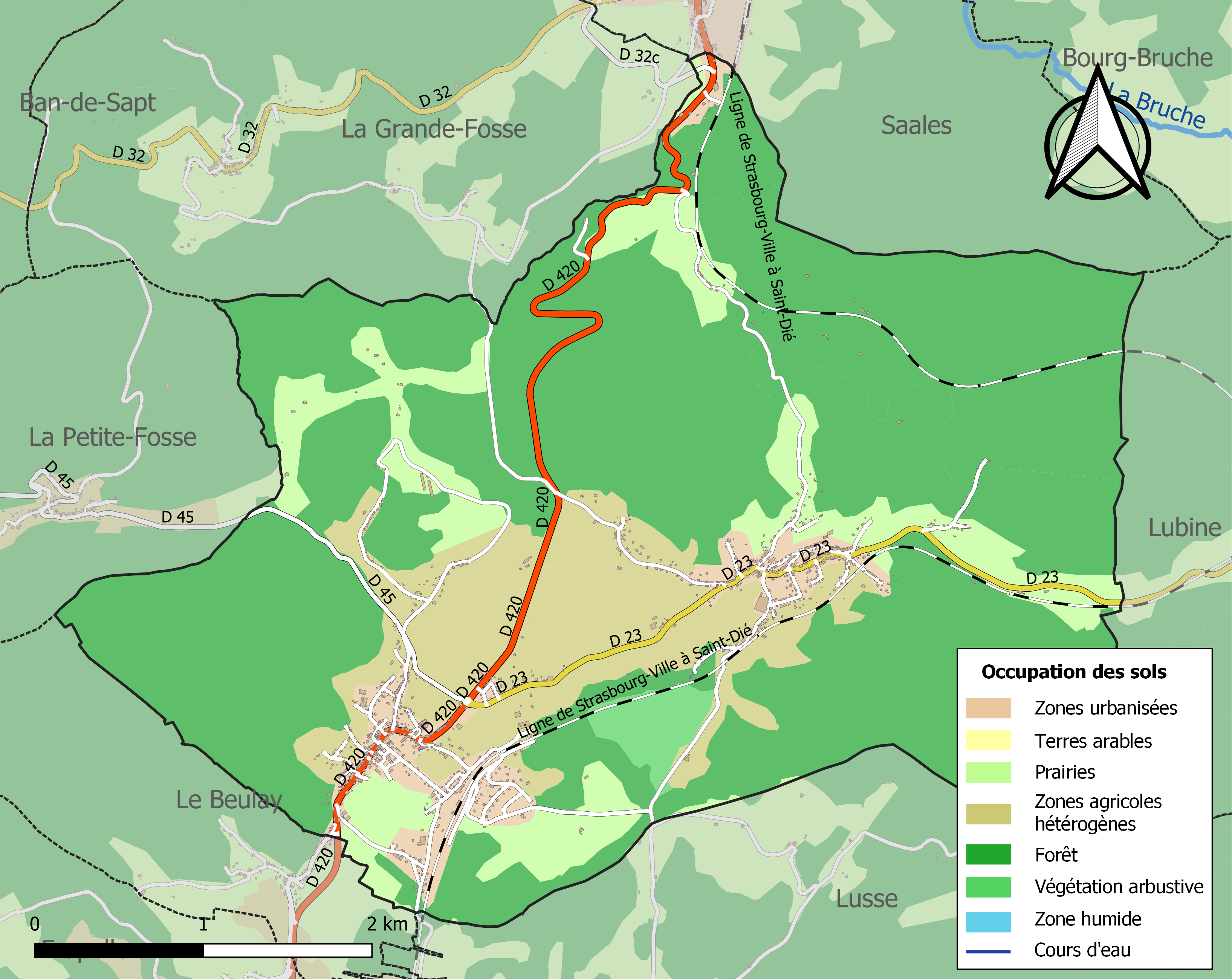
普罗旺谢尔和科尔鲁瓦的OSM定位图

## 行政
普罗旺谢尔和科尔鲁瓦的邮政编码为88490，INSEE市镇编码为88361。

## 政治
普罗旺谢尔和科尔鲁瓦所属的省级选区为孚日圣迪耶第二县。

## 人口
普罗旺谢尔和科尔鲁瓦于2022年1月1日时的人口数量为1299人。